# Outcast (película)
Outcast (en español, Desterrado) es una película de acción estadounidense-china-canadiense dirigida por Nick Powell basada en la novela de James Dormer.
La película se estrenaría en China el 26 de septiembre de 2014, pero su estreno fue aplazado hasta el 3 de abril de 2015. Desafortunadamente, la película recibió críticas negativas.

## Argumento
Dos cruzados en el exilio durante la época de la China medieval, tendrán que proteger a una princesa y su pequeño hermano heredero al trono de las artimañas de su malvado hermano mayor, quien ha asesinado a su padre para así convertirse en el nuevo Emperador.

## Reparto
| Actor/Actriz       | Personaje    |
| ------------------ | ------------ |
| Hayden Christensen | Jacob        |
| Nicolas Cage       | Gallain      |
| Liu Yifei          | Lian         |
| Jike Junyi         | Mei          |
| Andy On            | Shing        |
| Anoja Dias Bolt    | Anika        |
| Byron Lawson       | Capitán Peng |

## Secuela
El 5 de abril de 2014, el productor Jeremy Bolt anunció una secuela para la película.